# Reprezentacja Argentyny na żużlu
Reprezentacja Argentyny na żużlu – grupa żużlowców reprezentujących Republikę Argentyńską w sportowych imprezach międzynarodowych. Za jej funkcjonowanie odpowiedzialna jest Confederación Argentina de Motociclismo Deportivo (CAMOD).

## Kadra
Następujący żużlowcy zostali nominowani do reprezentowania Argentyny w zawodach FIM w sezonie 2022:
Seniorzy:
- Fernando García
- Cristian Zubillaga

U-21:
- Alex Fabian Acuña
- Damián Boyero
- Eber Ampugnani